# Ray Sayanta
José Raimundo Allpa Mamani (1951-1985), conocido también por el seudónimo literario de Ray Sayanta, fue un escritor y activista aimara nacido en Bolivia. Su obra, escrita en español, inglés y aimara, está compuesta de varios poemarios, amén de una nutrida producción prosística compilada parcialmente de manera póstuma. Su poesía está marcada por la búsqueda de lo que Sayanta llamó un "destello primordial de la primera América". El leitmotiv de su obra será el conflicto creativo entre lo occidental y lo amerindio. Buena parte de los manuscritos de Sayanta, en manos de su amigo y heredero J. T. Ayers, continúan inéditos en el 2007.

## Biografía
El 4 de septiembre de 1951 nace en una calle de la ciudad boliviana de Chayanta donde su madre recibe los dolores del parto. En su vida adulta adoptará el apellido Sayanta en su seudónimo haciendo referencia a su ciudad de nacimiento. Sus padres son campesinos aymaras pobres. Algunos testimonios recogidos de personas conocidas de Sayanta parecen indicar que podría haber pasado los primeros años de su infancia en el ayllu Pocoata. De forma inusual para un niño indígena del campo, muestra una fuerte inclinación por aprender a leer, cosa que alienta un voluntario de la misión protestante estadounidense con la que incidentalmente su padre habría entrado en contacto. Antes de cumplir los 10 años aprenderá en la misión a escribir y hablar en español de manera aceptable. La inteligencia del pequeño no pasará desapercibida para el misionero Walter T. Lloyd, que consigue llevar con él a un Sayanta de 11 años en su regreso a los Estados Unidos, en noviembre de 1962.